# Akademicki Teatr REMONT
Akademicki Teatr REMONT (ATR) – teatr studencki działający przy Politechnice Śląskiej w Gliwicach. ATR powstał w 2003 roku z inicjatywy studentów Wydziału Architektury Pol. Śl. i działa pod patronatem władz uczelni. Opiekunem naukowym jest dr inż. arch. Elżbieta Rdzawska. Siedziba Teatru znajduje się Centrum Kultury Studenckiej "Mrowisko" w Gliwicach. Motto Teatru: "Tradycyjnie-tak, banalnie-nie!". W ciągu swojej działalności ATR wypracował swój charakterystyczny styl, zbierając pochlebne opinie, nagrody i wyróżnienia zarówno widzów, jak i krytyki.
Najważniejsze nagrody w dorobku ATRu: nagroda za Najlepszą Reżyserię oraz za Najlepszą Rolę Drugoplanową (sztuka Tango, międzynarodowy festiwal DRABYNA 2007, Lwów).

## Dorobek
- Jan Karol Maciej Wścieklica   S.I. Witkiewicza – premiera 25.03.2004 roku, reżyseria Tadeusz Hankiewicz
- Ogniwa   J. Cimrmana – premiera 09.12.2004 r., reż. T. Hankiewicz
- Damy i huzary   A. Fredry – premiera 21.04.2005 r. (w 180 rocznicę światowej premiery), reż. T. Hankiewicz
- Tango   S. Mrożka – premiera 06.04.2006 r., reż. T. Hankiewicz
- Lekcja   E. Ionesco – premiera 27.04.2006 r., reż. T. Hankiewicz
- Wesele   S. Wyspiańskiego – premiera 29.03.2007 r., reż. T. Hankiewicz
- inscenizacja na podstawie powieści Pierwsza polka  H. Bienka – czerwiec 2007 r.
- Wdowy   S. Mrożka – premiera 03.04.2008 r., reż. Przemysław Olszewski
- Miłość na Krymie   S. Mrożka – premiera 08.05.2008 r., reż. P. Olszewski
- Napoleon był dziewczynką   Maurice Hennequin – premiera 28.05.2009 r., reż. T. Hankiewicz
- Sen nocy letniej   W.Shakespeare'a – premiera 18.03.2010 r., reż. T. Hankiewicz
- "Historyja o chwalebnym Zmartwychwstaniu Pańskim" Mikołaja z Wilkowiecka – premiera 14 kwietnia 2011 r., reż. T. Hankiewicz
- "Sie kochamy" Murraya Schisgala – premiera 2 czerwca 2011, reż. T. Hankiewicz
- "Tato, tato, sprawa się rypła" Ryszarda Latko – premiera 22 marca 2012, reż. T. Hankiewicz
- "Rewizor" Nikołaja Gogola – premiera 10 maja 2012, reż. T. Hankiewicz
- "Coś" według Samuela Becketta – premiera 4 grudnia 2012, reż. T. Hankiewicz
- "Hamlet" Williama Shakespeare'a – premiera 23 maja 2013, reż. T. Hankiewicz